# Critica Botanica
Critica Botanica (с лат. — «Критика ботаники», «Ботаническая критика») — работа шведского натуралиста Карла Линнея (1707—1778), в которой изложены принципы именования растений. Издана в Лейдене в 1737 году, написана на латинском языке. Сочинение является руководством по «правильному» выбору (составлению) названий родов и видов растений, а также по отделению видов растений от разновидности. По словам самого Линнея, данная работа является дополнением к главам VII—X труда Fundamenta Botanica — разъяснением параграфов с 210 по 324.
Работы Линнея Critica Botanica, Bibliotheca Botanica и Fundamenta Botanica заложили основы ботанической терминологии, ботанической классификации и ботанической номенклатуры, которые использовал и сам Линней, и его последователи. Через 15 лет, в 1751 году, идеи, заложенные в этих трёх книгах, будут им заново рассмотрены и расширены в работе Philosophia Botanica — одном из главных его произведений и одном из основополагающих сочинений по современной ботанической систематике.

## Содержание, оценки

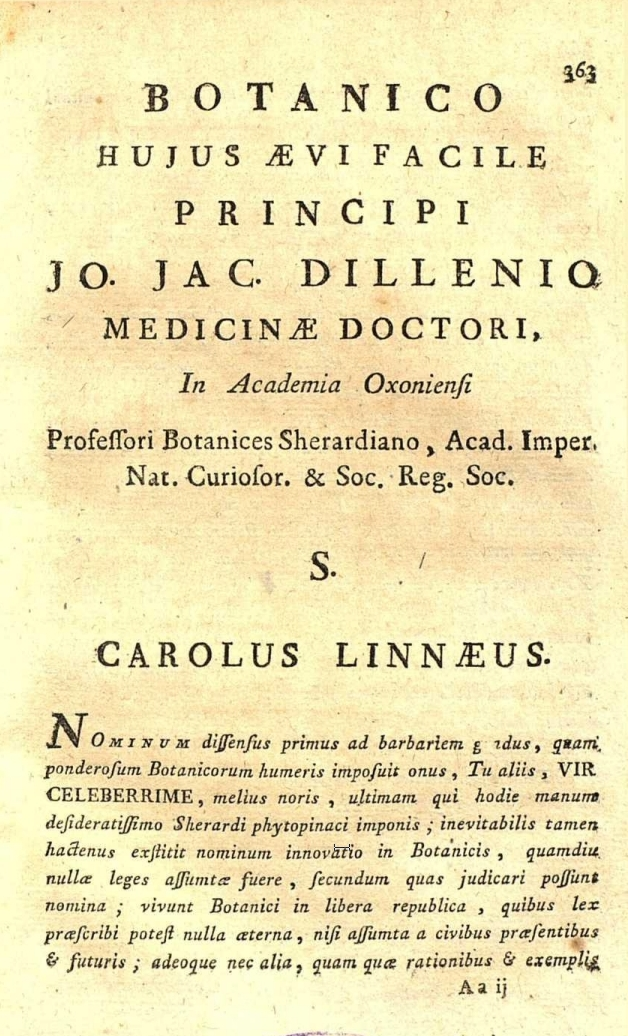
Страница из Critica botanica (издания 1767 года) с посвящением Иоганну Якобу Диллениусу

Сочинение состоит из четырёх глав, соответствующих главам с седьмой по десятую работы Fundamenta Botanica: Nomina Generica (с лат. — «Родовые названия»), Nomina Specifica («Видовые названия»), Nomina Variantia («Названия разновидностей») и Nomina Synonyma («Названия-синонимы»), после которых расположены указатель упомянутых в тексте названий растений и список замеченных опечаток. Кроме того, в конце книги размещёно размышление (discursus) теолога Юхана Броваллиуса De Historiae naturalis lectione (с лат. — «Урок естественной истории»).
Как писал сам Линнея в «Автобиографии», своей работой Critica Botanica он «расчистил геркулесовским трудом авгиевы конюшни номенклатуры» — хотя «ботаники … считали святотатством изменение родовых названий», а он «всё же изменил более половины их и так это обосновал, что ни один солидный ботаник не решился его порицать». Подобного мнения был и голландский ботаник Адриан ван Ройен (1704—1779): он считал, что заслуга Линнея заключается в том, что с помощью своего сочинения Critica Botanica ему удалось положить конец путанице с родовыми названиями.
Относительно же своих рекомендаций относительно составления differentia specifica (видовых отличий, выраженных диагностической фразой, которая в тот период и была по сути научным видовым названием) Линней писал, что здесь он «пошёл ещё дальше, так как ни одно видовое различие не было ранее установлено правильно». Ещё один вопрос, который Линней подробно рассматривает в своей работе, — необходимость строго различать виды растений и их разновидности. Линней писал, что некоторые ботаники «превращали разновидности в виды и этим приводили в замешательство всю науку».
Советский ботаник Евгений Бобров писал в 1970 году, что номенклатурная реформа, которая содержится в Critica Botanica, «столь глубока и значительна», что многие правила и рекомендации, установленные в этой книге, действуют до настоящего времени, при этом некоторые из них вошли практически в неизменном виде в современный Международный кодекс ботанической номенклатуры.

## Издания
Книга была опубликована в Лейдене в октябре 1737 года:
- Critica botanica in qua nomina plantarum generica, specifica & variantia examini subjiciuntur, selectoria confirmantur, indigna rejiciuntur; simulque doctrina circa denominationem plantarum traditur. Seu Fundamentorum botanicorum pars iv. Accedit Johannis Browallii de necessitate historiae naturalis discursus :  [лат.]. — Lugduni Batavorum : Conrad Wishoff, 1737. — [i—xvi], 1—270, [1—36, указатель названий растений, список опечаток], [6], 24, [1—9, предметный указатель] s.[8]

В 1787 году работа Линнея была переиздана в седьмом томе собрания различных ботанических сочинений, издаваемых французским ботаником Жаном Жилибером под общим названием Systema plantarum Europae:
- Critica botanica… // Systema plantarum Europae :  [лат.] / J. E. Gilibert. — Coloniae-Allobrogum[вд] : Piestre & Delamollière, 1787. — Vol. 7. — S. 363—594.[8]

В 1938 году книга была опубликована в Лондоне в переводе на английский язык с введением, написанным известным английским систематиком Артуром Хиллом:
- The “Critica botanica” of Linnaeus :  [англ.] / transl. by the Sir Arthur Hort, revised by Miss M. L. Green. — London : Bernard Quaritch, 1938. — [i]—xxvii, [1]—239 p. — (Ray Society (Series), no. 124).[8]

## Комментарии
1. ↑  Юхан Броваллиус (1707—1755) в последние годы учёбы Линнея в университете был его другом. В 1748 году Броваллиус стал епископом Турку.